# کالاران چاندی‌پور
کالاران چاندی‌پور (به لاتین: Kalaran Chandipur) یک روستا در بنگلادش است که در استان باریسال و در ناحیه پیروج‌پور واقع شده است.